# Jämikjávrre
Jämikjávrre, enligt tidigare ortografi Jamekjaure, är en sjö i Arjeplogs kommun i Lappland och ingår i Piteälvens huvudavrinningsområde. Sjön har en area på 0,567 kvadratkilometer och ligger 977 meter över havet.

## Delavrinningsområde
Jämikjávrre ingår i det delavrinningsområde (742841-154519) som SMHI kallar för Mynnar i Pieskehaure. Medelhöjden är 1 048 meter över havet och ytan är 15,57 kvadratkilometer. Det finns inga avrinningsområden uppströms utan avrinningsområdet är högsta punkten. Vattendraget som avvattnar avrinningsområdet har biflödesordning 1, vilket innebär att vattnet flödar genom totalt 1 vattendrag - Pite älv - innan det når havet efter 329 kilometer. Avrinningsområdet består mestadels av kalfjäll (89 procent). Avrinningsområdet har 1,13 kvadratkilometer vattenytor vilket ger det en sjöprocent på 7,2 procent.